# ヨーロッパ諸国によるアメリカ大陸の植民地化
ヨーロッパ諸国によるアメリカ大陸の植民地化（ヨーロッパしょこくによるアメリカたいりくのしょくみんちか）では、主にコロンブスがアメリカを発見してから17世紀まで、約200年間の南北アメリカ大陸植民地化の流れを概説する。

## コロンブス以前

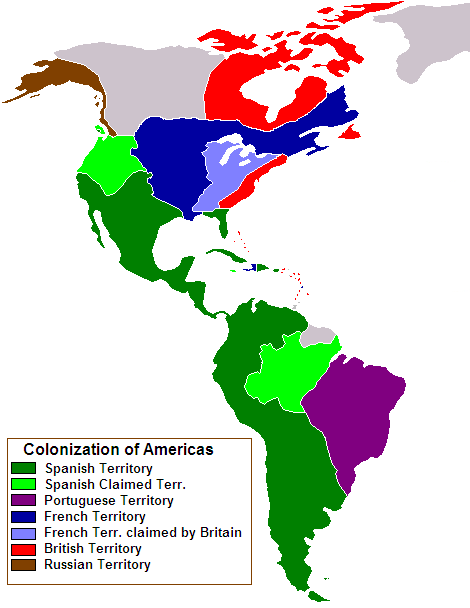
1750年におけるヨーロッパ諸国によるアメリカ大陸の植民地および領有権主張

コロンブスによるアメリカ発見以前にアメリカ大陸に到着したヨーロッパ人は、11世紀頃の古代スカンディナヴィア人ヴァイキングであったと信じられている。ヴァイキングは現在のグリーンランドに植民地を築き、さらに彼らがヴィンランドと呼んだ地域のランス・オ・メドー（現在のニューファンドランド島）に短期間ではあるが入植した。グリーンランドの開拓地は数世紀間続いたが、その間にスカンディナヴィア人と現地先住民イヌイットは敵対的な関係にあった。15世紀までにグリーンランドの開拓地は放棄された。

## コロンブス以後

### 疫病の蔓延と人口減少
16世紀のヨーロッパ人やアジア人は既に、牛、豚、羊、山羊、馬および様々な家禽といった家畜を飼い、住まいもそれらと近接しているという状態が長く続いていたが、アメリカ大陸ではそうではなかった。1492年以降ヨーロッパ人が大挙してアメリカ大陸に押し寄せ、先住民族と接触するにつれて、先住民が経験したことのない、従って免疫性のない病原菌を持ち込むことになった。天然痘（1518年、1521年、1525年、1558年、1589年）、チフス（1546年）、インフルエンザ（1558年）、ジフテリア（1614年）、およびはしか（1618年）といった疫病の大流行があり、先住民族人口のうち、1千万人ないし1億1200万人、95%ないし98%は減少したと考えられている。この人口の減少に続いて文化的な混乱と政治的な崩壊が起こり、ヨーロッパ人による既存文明の征服と土地の植民地化が容易になったとされている。
コロンブスが到着した当時のアメリカ大陸推計人口についてはばらつきが大きく定説がない。この人口に関する議論はしばしば思想的基盤があった。コロンブス以前の先住民族人口が多かったとする当時の推計は、西洋文明とキリスト教の見方に対する偏見で決められたと論ずる者がいる。ロバート・ロイアルは「コロンブス以前の人口推計値は、特にヨーロッパに対して批判的な学者の政治的色彩を帯びたものであり、しばしば大きな数値を採用した」と書いている。コロンブス以前のアメリカ大陸では文明の興亡があり、1492年時点での先住民族人口は必ずしもそのピークではなく、既に減少し始めていた可能性もある。アメリカ大陸の先住民族人口は20世紀初頭までにその最低値まで減少し、それ以降、多くの地域では増加傾向になってきた。
ヨーロッパ人と先住民族の抗争が原因で死亡した者の数も結論が出ていない。歴史愛好家ウィリアム・M・オズボーンはその著書『荒野の辺境：ジェームズタウンからウンデッドニーまでのアメリカ・インディアン戦争における残虐行為』の中で、最初の接触（1511年）からフロンティアの消滅（1890年）まで、今日のアメリカ合衆国本土内で記録されたすべての「残虐行為」を集計し、先住民族による残虐行為での死者が9,156人、ヨーロッパ人による残虐行為での死者が7,193人とした。オズボーンは残虐行為を市民、負傷者および捕虜に対する殺人、拷問あるいは人体切断として定義している。

### 初期の征服、領有権主張および植民
初期に既存文明を征服したのはスペインとポルトガルであった。1494年、トルデシリャス条約がローマ教皇によって批准され、これら2つの王国は自分達だけで非ヨーロッパ世界を二分した。その境界線は南アメリカ大陸の上に引かれた。この条約に従って、スペインの探検家バスコ・ヌーニェス・デ・バルボアは太平洋に接する陸地はすべてスペインのものと主張した。スペインは初期にカリブ海の島嶼を征服していたが、急速にその領土拡大を進め、16世紀半ばまでにアステカ帝国およびインカ帝国を滅ぼして、南アメリカ西部から中央アメリカ、メキシコに至る地域を支配下においた。その同じ時期にポルトガルは南アメリカの東部を征服し、ブラジルと名付けた。
他のヨーロッパ諸国は、自分達に何の相談も無く定められたトルデシリャス条約に文句を付け始めた。イギリスとフランスは16世紀にアメリカ大陸に植民地を築こうとしたが、初めは失敗に終わった。しかし、17世紀に入って、その2王国に加えてオランダが恒久的な植民地を築くことに成功した。既にスペインが征服していたはずのカリブ海の島嶼（一部は疫病で無人化していた）であったり、スペインが植民地建設を試みたフロリダより北部の北アメリカ東海岸であったりした。
一方、これら後発のヨーロッパ諸国はすでにスペインとポルトガルが支配していた中南米やインド洋を避け、北アメリカの北を回航してアジアに至る航路（北西航路）を開拓しようとした。ジョン・カボット、ジャック・カルティエ、ヘンリー・ハドソンといった探検家らは国や貿易会社に支援され盛んに北アメリカや北極海に船を出した。こうした探索はカナダなど北アメリカの探検を進める原動力となったものの、グリーンランドの西方の海はことごとく流氷に閉ざされており、誰一人「北西航路」を発見できた者はいなかった。
北アメリカにおける初期植民地は、スペイン領フロリダ、イギリス領バージニアとニューイングランド、フランス領アカディアとカナダ、スウェーデン領ニュースウェーデンおよびオランダ領ニューネーデルラントであった。18世紀に入ってデンマーク＝ノルウェーがグリーンランドの植民地を復活し、シベリアを横断したロシア帝国がアラスカに足場を築いた。
その他にも多くのヨーロッパ諸国がアメリカ大陸の植民地化について興味を示すようになり、領土争いは次第に激しさを増した。植民地の者達はしばしば隣の植民地からの攻撃に怯え、また先住民族や海賊の攻撃という可能性もあった。

### 国が支援する植民
大西洋を越えてヨーロッパ人によるアメリカ大陸での初期活動は、スペイン王国による支援を受けたクリストファー・コロンブスによって始まったが、その元々の目的は西回りでインドや中国、いわゆるインディーズに辿り着く航路を見付けることであった。これに続いたジョン・カボットはニューファンドランドを発見したが、彼はイングランド王国の支援を受けていた。ペドロ・アルヴァレス・カブラルはポルトガル王国のためにブラジルを発見した。ポルトガル王国のために1497年から1513年にかけて航海したアメリゴ・ヴェスプッチは、コロンブスが発見したのは新しい大陸であることを証明した。地図学者達はヴェスプッチのファーストネームをラテン語読みして、2つの大陸をアメリカと名付けた。他にも国が支援する探検家がいた。フランスによるジョバンニ・ダ・ヴェラッツァーノ、ポルトガルによるジュアン・ヴァス・コルテ＝レアル、フランスによるサミュエル・ド・シャンプラン等であった。1513年、バスコ・ヌーニェス・デ・バルボアはパナマ地峡を抜けて新世界の西海岸、太平洋に到達した。その歴史的意味合いにおいて、バルボアは太平洋とそれに隣接する陸地は全てスペイン王国に属すと主張した。1517年、キューバから別のスペイン遠征隊が奴隷にする者を求めて、中央アメリカを訪れ、メキシコのユカタン半島に上陸した。

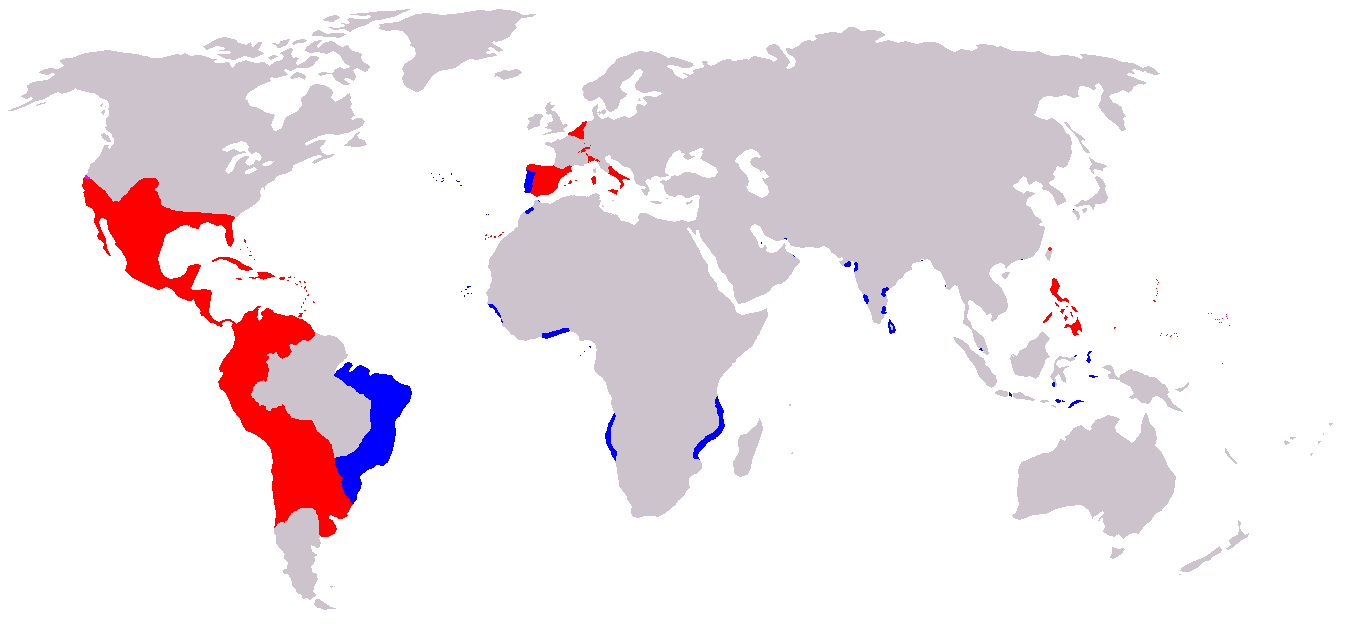
スペイン帝国とポルトガル帝国による植民地化の色分け (1581-1640)

これらの探検に続いて、特にスペインの場合は「征服」という行動が起こった。スペインはイベリア半島から回教徒を追い出すための「レコンキスタ」を完成させたところであり、最初にアメリカを植民地化するにあたって、元アル・アンダルスを治めるために採った行動を、新世界の領土にも適用した。コロンブスによる発見から10年後、イスパニョーラ島（ハイチとドミニカ共和国がある島）の管理は「レコンキスタ」の間に作られたアルカンタラの司令官であるニコラス・デ・オヴァンドーに委ねられた。イベリア半島の場合と同様に、イスパニョーラ島の住人は新しい領主を与えられ、ローマ・カトリック教会の聖職者が管理の実務を扱った。「エンコミエンダ制」という仕組みで土地を特許されたヨーロッパの開拓者が徐々に入るようになった。
比較的少ない数のコンキスタドールが、疫病と先住民族の分裂に助けられて広大な領土を征服した。メキシコのアステカ帝国は、1519年から1521年の間に、エルナン・コルテスによって征服され、インカ帝国は1532年から1535年の間にフランシスコ・ピサロによって征服された。
コロンブス航海の後1世紀半で、アメリカ大陸の先住民族人口は80%減じたと見積もられている（1492年の5千万人から1650年の8百万人）。これは旧世界からの疫病の流行だけでなく、何度かの虐殺と強制労働によるものであった。インカ帝国では「ミタ」（公共事業に対する賦役）が再設定され、アステカ帝国の後には「テキトル」が定められた。コンキスタドールは徐々にアメリカ先住民族特権階級との異人種間結婚によってできた新しい民の寡頭政治に置き換えていった。1532年、神聖ローマ帝国皇帝カール5世はメキシコに副王としてアントニオ・デ・メンドーサを任命して、コルテスの独立志向の動きを抑えたので、コルテスは最終的には1540年にスペインへ戻った。2年後、カール5世は1512年のブルゴス法に換えて新法を定め、奴隷制と賦役を禁じたが、アメリカの土地全ては自分のものであり、先住民は全て自分の臣民であるとも主張していた。
1493年5月、ローマ教皇アレクサンデル6世は、勅書「インター・カエテラ」を発行してスペイン王国に対する新しい土地の所有を認め、その見返りに土地の人々の福音伝道を要求した。コロンブスの2回目の航海には、ベネデクト派の宣教師が同行し他にも12名の聖職者が付いていった。キリスト教徒の間では奴隷制が禁じられており、非キリスト教徒の戦争捕虜あるいは既に奴隷として売られていた者にのみ隷従が課せられたが、キリスト教化に関する議論は16世紀の間特に重要なことであった。1537年、教皇の勅書「スブリミス・デウス」で先住民族が魂を持っていることを認識し、その奴隷化を禁じたが、議論を終わりにはさせなかった。それにも関わらず、反乱を起こして捕まえられた先住民は奴隷化できると主張する者もいた。後にバリャドリッド論争が起こった。ドミニコ会の聖職者バルトロメ・デ・ラス・カサスは、先住民が他の人類と同じく魂で愛されているとし、一方、アリストテレス学の権威として知られた神学者のフアン・ヒネス・デ・セプルベダは反論してその奴隷制を正当化した。キリスト教化の過程は初め暴力的なものであった。1524年に最初のフランシスコ会修道士がメキシコに着いたとき、異教の神に捧げられている場所を焼き払い、現地の民の多くから疎んじられた。1530年代、先住民もキリスト教の教えを現地の慣習に融け込ませ始め、古い礼拝場所に新しい教会を建て、旧世界のキリスト教と土着の信仰とを融合していった。スペインのローマ・カトリック教会は先住民の労働と協力を必要としていたので、ケチュア語、ナワトル語、グアラニー語など先住民の言葉で福音を説き、場合によって文字を教えた。先住民族のための最初の学校は1523年に修道士のペドロ・デ・ガンテによって創設された。
コンキスタドールはその軍隊に報いるためにしばしば兵士や士官にインディアンの町を割り当てた。ある場所では黒人奴隷が先住民族の労働の肩代わりをするために導入された。顕著な例は西インド諸島であり、多くの島で先住民が消滅状態に近くなった。
この頃、ポルトガルは当初の計画であった交易拠点を設けるという案からブラジルの広範な植民地化に切り替えつつあった。そのプランテーションを動かすために数百万人の奴隷を輸入した。
ポルトガルとスペインの政府は、これら植民地を支配してそこから税金を集めることに加え、少なくとも発見した財宝の20%（カーサ・デ・コントラタション（植民地政府）によって集められる「クイント・レアル」（税法））は回収しようと期待していた。

## 移民

### 経済的移民
アメリカ大陸にやってきた移民の多くは経済的理由によるものであった。16世紀にスペインがアステカ、インカなど他の大きな先住民族を征服し、その上に立って植民地から富を得たことに刺激され、最初にアメリカに入ったイギリス人はジェームズタウンの植民地を作ったとき、同じように富が得られるものと期待していた。植民地に入った者達は新天地の経済的可能性を理解した富裕なイギリス人から資本を集めたバージニア勅許会社のような株式会社の支援を得ていた。この植民地の主目的は金脈を発見したり、アメリカ大陸を貫く東インドへの海路を見付けることであった。ジョン・スミスのような強力な指導者を得て、ジェームズタウンの開拓者達には金脈の探索よりも目の前にある食料や住居の確保というニーズが優先すると説得し、「働かざる者食うべからず」という名言を残した（これは新約聖書の欽定訳聖書からの引用であった）。高い死亡率で悲惨な状況となり、開拓者の間に絶望感を引き起こした。間もなくタバコが輸出できる換金作物となり、バージニアや近くのメリーランドのような植民地を経済的に独り立ちさせることとなった。
1587年のバージニア入植の当初から1680年代まで、労働力の大半は海外植民地での新生活を求めてきた年季奉公の移民に掛かっており、人口の大半も占めていた。17世紀の間にチェサピーク湾地域ではヨーロッパ人移民の4分の3は年季奉公人であった。年季奉公人の多くは、家畜の飼育の拡大、土地の囲い込みおよび田園地帯での過剰人口のためにそれまでの土地から押し出されたイギリスの農夫であった。この不幸な事態の展開で数多くの、特に独身男性がイギリスを離れた。しかし、アメリカの土地所有者は労働者を求めており、渡航者が数年間働いてくれるのであれば、喜んでアメリカまでの渡航費を払ってくれるという期待があった。渡航費の代価として7年間の労働を売ることで、アメリカで自分の土地を手に入れることが期待できた。
フランスの植民地では、経済の焦点は先住民族との皮革交易であった。農業は生活に必要な分に留まり、グランドバンクのタラなどの魚類はフランスなどヨーロッパ諸国に輸出できて主要な収入源となった。毛皮交易は北アメリカの北西部海岸でもロシア人によって行われた（アラスカを支配した露米会社など）。フレンチ・インディアン戦争の後、イギリスは実質的に北アメリカのフランス領を占領し、フランスにはサンピエール島・ミクロン島のみを残すことになった。

### 宗教的移民
新世界に移民した集団の中ではローマ・カトリック教徒がまず大きなものとなった。ポルトガルやスペイン（後にはフランス）の植民地に渡るものはカトリック信仰の継続を求められた。一方、イギリスやオランダの植民地の場合は、宗教的に多様化する傾向があった。英国国教会、オランダのカルヴァン主義、イギリスのピューリタン、同じくイギリスのカトリック、スコットランドの長老派教会、フランスのユグノー、ドイツやスウェーデンのルーテル教会派、クエーカー、メノナイト、アーミッシュ、モラビア派およびユダヤ教であった。
開拓者の多くの集団は宗教的迫害のない信仰の権利を求めてアメリカ大陸にやってきた。16世紀の宗教改革は西ヨーロッパのキリスト教による一体感を破壊し、非常に多くの新しい宗派を作ることになったので、政府当局から迫害を受けることがあった。イギリスでは16世紀の終わりまでに国教会の体制に疑問を投げ掛ける人が増えた。その中でも顕著な運動となったのがピューリタン運動であり、聖書には記述されていないこと（聖伝）をも重んじるカトリックの習慣が残っていることについて、国教会の「浄化」を求めた。
イングランド王チャールズ1世は国王の神権を強く信じており、非国教徒を迫害した。抑圧されたピューリタンがおよそ2万人という数字になって1629年から1642年の間にニューイングランドに渡り、幾つかの植民地を築いた。17世紀の後半、新しくペンシルベニア植民地がウィリアム・ペンに与えられたが、これは国王がペンの父親に借金をしていたことの代償であった。1682年頃ペンによって植民地政府が作られ、迫害されたイギリスのクエーカー教徒の逃避場となったが、他の宗派の者も迎えられた。バプテスト、クエーカーおよびドイツやスウェーデンのプロテスタントがペンシルベニア植民地に集まった。
土地が安いこと、信教の自由、さらに自分の手で生活を改善できるという魅力があり、迫害や貧窮から逃れたいという人々を惹き付けた。アメリカでは、これらの人々が共同して平和を保っていく道を作ったのでアメリカ独立戦争までのおよそ150年間は抗争の少ない時代が続いた。

### 強制移民
ヨーロッパ諸国の移民が現れる前にも奴隷制は存在していた。先住民族は他の種族を戦争で捕虜として捕らえ、奴隷化していた。これら捕虜の中には、例えばアステカのような種族では人身御供とされる場合もあった。スペインはカリブ海で現地の住民を奴隷化した。
疫病や強制労働および無作為な殺人によって先住民人口が減少するに連れて、大規模な奴隷貿易によって輸入されるアフリカ人に置き換えられていった。18世紀までに、黒人奴隷の数が圧倒的になり、先住民の奴隷はほとんど見られなくなった。奴隷船でアメリカ大陸に送られたアフリカ人は、その故郷の海岸に住む種族が捕まえて売り払った者達が多かった。アフリカではヨーロッパ人が疫病に罹患する確率が高かったので、奴隷を捕まえる役割は現地の種族に限定された。奴隷貿易の代価はラム酒、銃および弾薬が大きなものだった。1810年頃までに30万ないし40万人の黒人奴隷がチャールストンやニューポートの港に届けられた。カリブ海の諸島、ブラジル、メキシコおよびアメリカ合衆国に輸入された奴隷の総数は1000万人ないし2800万人と見積もられている。特にイギリス領の13植民地では、アフリカ人奴隷に加えて貧しいヨーロッパ人が年季奉公として多く連れてこられた。